# Szynwałd
Szynwałd [ˈʂɨnvau̯t] es un pueblo ubicado en el distrito administrativo de Gmina Sośno, dentro de Distrito de Sępólno, Voivodato de Cuyavia y Pomerania, en el norte de Polonia central. Se encuentra aproximadamente a 5 kilómetros al oeste de Sośno, a 10 kilómetros al sureste de Sępólno Krajeńskie, y a 4 kilómetros al noroeste de Bydgoszcz.